# Johann Gottlieb Georgi
Pour les articles homonymes, voir Gottlieb et Georgi.
Johann Gottlieb Georgi est un chimiste, naturaliste, botaniste et géographe allemand, sujet du royaume de Suède, né le 31 décembre 1729 à Wachholzhagen en Poméranie et mort le 27 octobre 1802 à Saint-Pétersbourg qui se met au service de l'Empire russe. Il est également ethnographe, professeur de minéralogie et académicien de l'Académie impériale des sciences de Saint-Pétersbourg (1783).

## Biographie
Georgi naît en Poméranie (province germanophone appartenant alors au royaume de Suède) dans la famille d'un pasteur. Il termine l'université d'Uppsala, où il a entre autres comme professeur Carl von Linné. Il est invité en Russie en 1769 par l'Académie impériale des sciences et devient professeur de chimie à Saint-Pétersbourg. Quelques mois plus tard, en juin 1770, il rejoint Johann Peter Falck (1732-1774) dans son expédition en Sibérie, à travers les steppes de Kirghizie et de la Sibérie occidentale, puis retrouve Peter Simon Pallas (1741-1811) en 1772 dans la région du Baïkal. Il traverse d'abord la région de la Volga, puis le sud et le centre de l'Oural, la Sibérie occidentale, et l'ouest de la région du lac Baïkal qui l'intéresse particulièrement, ainsi que la Daourie. Il établit une carte du Baïkal en 1772 (1:420 000), qui explique pour la première fois l'origine tectonique du lac. Il décrit en détail la flore et la faune de la région du Baïkal (donnant notamment la description de l'omoul du Baïkal), récoltant un herbier de plantes rares et décrivant l'organisation de la pêche des riverains. Il recueille également une collection de minéraux acquise par l'université de Saint-Pétersbourg.
Il fait paraître à son retour en 1775 à Saint-Pétersbourg Beschreibung aller Nationen des Russischen Reichs, ihrer Lebensart, Religion, Gebräuche, Wohnungen, Kleidung und übringen Merckwürdigkeiten, compte rendu ethnographique des différentes ethnies qu'il a étudiées pendant son expédition et qui est richement illustré. Une partie en est traduite en russe peu après. Catherine II tient en haute estime les travaux de Georgi et lui offre une tabatière en or avec l'inscription « À l'usage de l'auteur au compte du Cabinet ».
Georgi se voue ensuite dans la capitale impériale à des travaux de chimie dans le premier laboratoire de la sorte en Russie fondé par Lomonossov à l'île Vassilievski, mais il élargit ses études à la flore du gouvernement de Saint-Pétersbourg. Il fait paraître en allemand une description de la ville de Saint-Pétersbourg avec un plan (1790, 2e édition à Riga en 1793). Ce livre est publié en russe en 1794-1796.

## Hommages
Le genre Dahlia est nommé en Russie Guéorguina (Георгина) en l'honneur de Georgi, depuis Carl Ludwig Willdenow.

## Œuvres

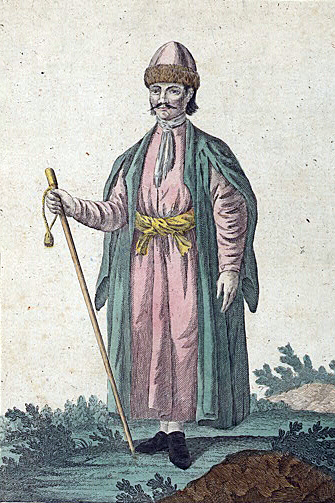
Illustration d'un Arménien, in Beschreibung aller Nationen des Russischen Reichs, ihrer Lebensart, Religion, Gebräuche, Wohnungen, Kleidung und übringen Merckwürdigkeiten (éd. 1799)

Il fait paraître le compte rendu de ses voyages en 1775 sous le titre de Bemerkungen einer Reise im Russischen Reich im Jahre 1772.
Il fait paraître l’année suivante la description des peuples vivant dans l’Empire russe : Beschreibung aller Nationen des Russischen Reichs, ihrer Lebensart, Religion, Gebräuche, Wohnungen, Kleidung und übringen Merckwürdigkeiten. Texte en ligne du tome I, Texte en ligne du tome II
Il fait paraître à Königsberg en 1797-1802 Geographisch-physikalische und Naturhistorische Beschreibung des Russischen Reiches en neuf tomes.

## Source
- (ru) Cet article est partiellement ou en totalité issu de l’article de Wikipédia en russe intitulé « Георги, Иоганн Готлиб » (voir la liste des auteurs).